# Efecte Streisand

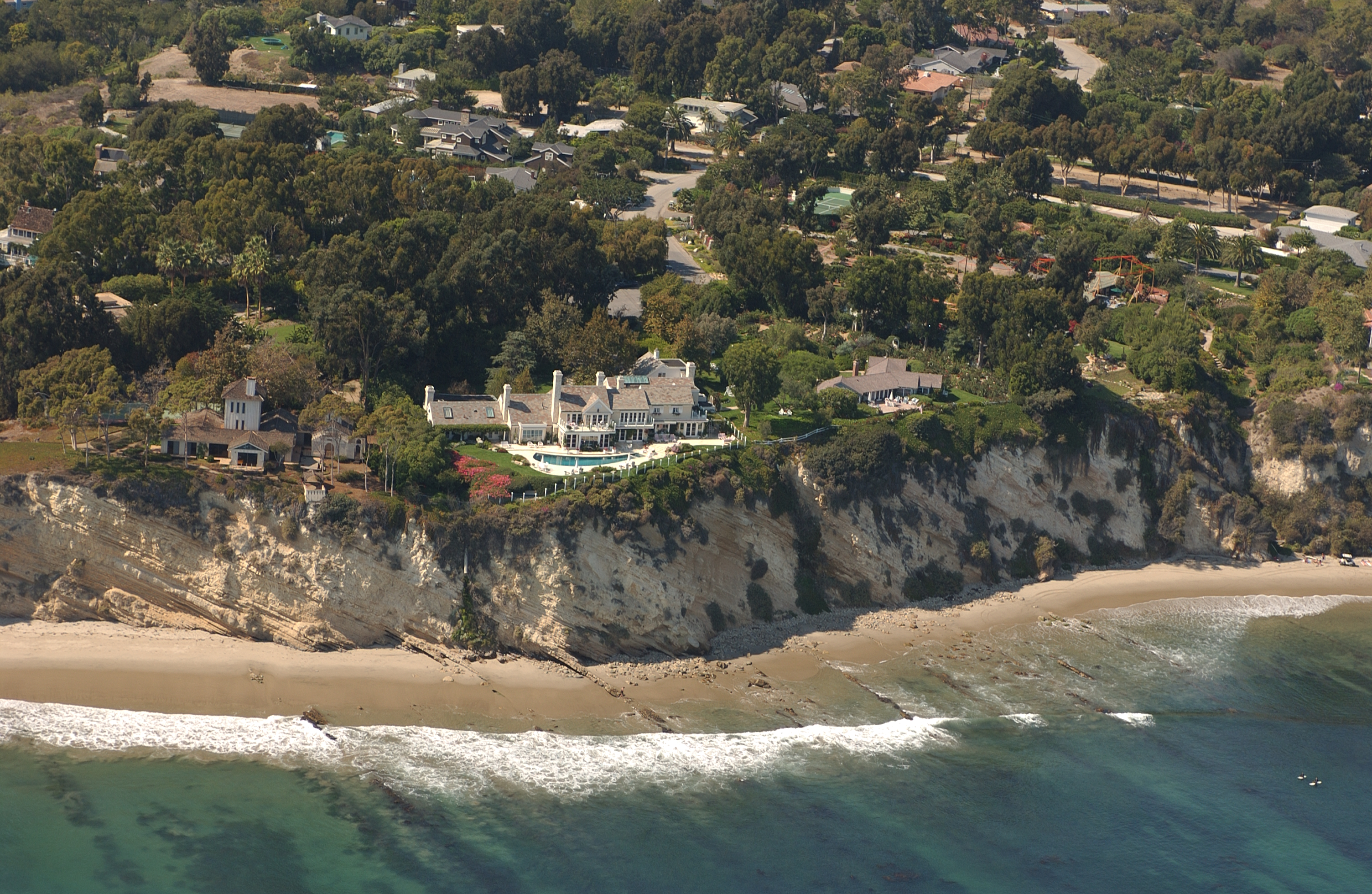
Foto de la costa en la qual es veu la propietat de Barbra Streisand (2002).

L'efecte Streisand és com s'anomena el fenomen pel qual l'intent d'amagar o censurar una informació produeix l'efecte oposat, fent que el que s'intentava ocultar obtingui una major difusió. Generalment els intents de censura van dirigits amb cartes que també amenacen d'emprendre accions legals si el contingut no és retirat. La mateixa censura fa que el contingut esdevingui més popular i acabi escampant-se, ja sigui per les xarxes socials, xarxes de compartir arxius, etc.

## Origen i encunyació del terme
Mike Masnich de Techdirt va encunyar el terme després que l'any 2003 Barbra Streisand va demandar infructuosament el fotògraf Kenneth Adelman i Pictopia.com per violació de la privacitat per una foto aèria de la seva mansió a la costa de Califòrnia. El litigi de 50 milions de dòlars demanava retirar la foto de la col·lecció de més de 12.000 imatges de la costa de Califòrnia. Adelman va afirmar que va fotografiar la seva propietat per documentar l'erosió de la costa dintre d'un programa governamental per mantenir un historial de la costa de Califòrnia. Abans de la querella, la imatge s'havia descarregat sis vegades de la pàgina web d'Adelman, dues d'elles per part dels advocats de Streisand. De resultes del cas, la pàgina web d'Adelman va tenir més de 420.000 visites el mes següent.

## Altres casos
- Els atacs DDoS que va patir l'any 2010 la pàgina web de Wikileaks, intentant fer-la inaccessible, van fer que l'organització tingués molta més difusió i que la pàgina web fos disponible en rèpliques de Wikileaks creades ad hoc.
- L'any 2009 una fotografia de José Luis Rodríguez Zapatero i les seves filles a la Casa Blanca amb Barack i Michelle Obama va ser censurada per l'agència EFE,[10] però la imatge va acabar tenint molt més ressò.
- Les caricatures de Mahoma al diari danès Jyllands-Posten el 2005, van provocar una resposta d'indignació en països de majoria musulmana intentant-la censurar o criminalitzar, fet que provocà una major difusió de les 12 caricatures a escala internacional.
- L'octubre de 2012 TVC va censurar una emissió del programa Bestiari Il·lustrat, retirant-lo de la pàgina web, perquè va considerar que els comentaris de Jair Domínguez atemptaven "contra els principis ètics i democràtics que regeixen els seus programes i canals i rebutja qualsevol al·lusió a la violència".[11] El resultat va ser que l'entrevista va tenir molta més difusió i que altres mitjans, com l'Ara, van penjar el programa sencer que havia deixat d'estar disponible a la web de TVC.[12]
- El 2018 un jutge a Espanya ordenà que la venda d'un llibre sobre el narcotràfic a Galícia es parara per un suposat atac a l'honor d'un exalcalde. Com a resultat el llibre es va convertir en el més venut a Amazon.[13]